# Ernesto Vinante
Ernesto Vinante (Ziano di Fiemme, 1º giugno 1958) è un fondista e nuotatore italiano paralimpico.

## Biografia
Poliomielitico ad un arto inferiore, nel 1986 iniziò la pratica del nuoto con il G.S. Albatros, divendo subito campione italiano a Bari nei 100 m e 200 m dorso. Agli Stoke Mandeville Games 1986 si classificò 3° nei 100 m dorso e 2° nella staffetta mista.
Nell'autunno del 1987 iniziò ad interessarsi allo sci di fondo paralimpico, diventando campione italiano nella 5 km e 20 km a tecnica classica. Nel gennaio 1988 partecipò alle Paralimpiadi di Innsbruck 1988, classificandosi al 10º posto nella 5 km e all'11º posto nella 15 km a tecnica classica. Alle paralimpiadi di Lillehammer 1994 conquistò la medaglia di bronzo nella 10 km a tecnica libera nella categoria LW2/3/9. All'Alpencap 1997 in Svizzera giuse 2° nella 20 km tecnica libera. Ai Campionati Europei di sci nordico 1997 di Tobol'sk, vinse due medaglie d'argento nel biathlon e nella 20 km a tecnica libera. Alle paralimpiadi di Nagano 1998 fu 4° nella 10 km a tecnica libera.
Fu consigliere comunale e assessore a Predazzo per un breve periodo nel 2004.